# Boris Kidrič
Boris Kidrič (10. duben 1912 – 11. duben 1953) byl slovinský a jugoslávský komunistický politik a jeden z představitelů slovinského odbojového hnutí z období druhé světové války.

## Život apolitická činnost
Kidrič se narodil ve Vídni v rodině prominentního slovinského literárního kritika France Kidriće. Gymnázium absolvoval v Lublani, poté studoval chemii na Univerzitě v Lublani a v Praze.
V roce 1928 vstoupil do Svazu komunistické mládeže Jugoslávie a téhož roku i do Komunistické strany Jugoslávie. Po zavedení královské diktatury 6. ledna 1929 byl Kidrič – v té době student gymnázia – zatčen a odsouzen k jednoletému trestu, který vykonal v Mariboru. Po propuštění z vězení začal studovat chemii a spolu s Edvardem Kardeljem a dalšími slovinskými komunisty obnovil činnost slovinského oblastního výboru Komunistické strany. V dalším roce již komunisté měli své organizace ve většině měst a průmyslových areálů Slovinska.
V červnu 1936 byl zatčen spolu se skupinou předních jugoslávských komunistů. Rok strávil ve vazbě, poté odešel do Československa. Nějaký čas žil v Praze, na podzim 1937 se přestěhoval do Paříže, kde se zformovala centrála jugoslávských komunistů. V roce 1939 se vrátil do Jugoslávie a byl okamžitě zatčen. Ve vyšetřovací vazbě strávil čtyři měsíce. Poté spolu s Kardeljem pracoval na posílení slovinské komunistické strany. V říjnu 1940 byl zvolen členem ústředního výboru jugoslávských komunistů.
Bezprostředně po okupaci Jugoslávie se Kidrič stal jedním z organizátorů slovinské Osvobozenecké fronty. V červnu 1941 se stal prvním politickým komisařem na hlavním štábu NOVu ve Slovinsku. Slovinsko také zastupoval jako delegát na druhém zasedání AVNOJe v Jajce.
V květnu 1945 se stal prvním premiérem Slovinska, červnu 1946 ministrem průmyslu ve vládě FLRJ, a vedle toho vykonával další politické funkce. Byl odpovědný za přípravu prvního pětiletého plánu. V červnu 1948 byl zvolen do politbyra ústředního výboru Komunistické strany.
Kidrič podlehl leukémii 11. dubna 1953 v Bělehradě.
Na památku Kidriče bylo východoslovinské město Strinišče přejmenována na Kidričevo. Do roku 1990 pak byla ve Slovinsku udělována Kidričevova cena jako ocenění podílu na vědeckém pokroku. V roce 1959 byl na jeho počest postaven pomník před budovou slovinské vlády, kde stojí doposud navzdory protestům protikomunistických skupin a obětí komunistické perzekuce.